# セティフ県
セティフ県（アラビア語: ولاية سطيف、Sétif）は、アルジェリア北東部の県（ウィラーヤ）。県都は最大都市のセティフで、第二の都市はユルマである。世界遺産に登録されているジェミラがある。セティーフ県とも表記される。
県内には20の地区（ダイラ）と60の基礎自治体がある。